# Théorème d'uniformisation de Riemann
Pour les articles homonymes, voir Théorème de Riemann.
En mathématiques, le théorème d'uniformisation de Riemann est un résultat de base dans la théorie des surfaces de Riemann, c'est-à-dire des variétés complexes de dimension 1. Il assure que toute surface de Riemann simplement connexe peut être mise en correspondance biholomorphe avec l'une des trois surfaces suivantes : le plan complexe C, le disque unité de ce plan, ou la sphère de Riemann, c'est-à-dire la droite projective complexe P1(C).